# Nicolae Neagoe
Nicolae Neagoe (ur. 2 sierpnia 1941 w Sinaia, zm. 29 kwietnia 2023) – rumuński bobsleista (hamulcowy). Brązowy medalista olimpijski w bobslejowych dwójkach z Grenoble (wraz z pilotem Ionem Panțuru).

## Igrzyska olimpijskie
Nicolae Neagoe uczestniczył w jednych igrzyskach olimpijskich – w 1968 roku, kiedy wystartował w dwóch konkurencjach w bobslejach – w dwójkach, w których zdobył wraz z Panțuru brązowy medal oraz w czwórkach, w których Rumuni zdobyli czwarte miejsce w składzie uzupełnionym przez Petre Hristovici i Gheorghe Maftei. W zawodach czwórek, które ze względu na fatalne warunki pogodowe zostały skrócone do dwóch biegów, reprezentanci Rumunii mieli trzeci czas w drugim ze zjazdów.